# Čeplje (gmina Vransko)
Čeplje – wieś w Słowenii, w gminie Vransko. W 2018 roku liczyła 129 mieszkańców.